# Gfycat
Gfycat était un moteur de recherche et une base de données de GIF et de MP4. Son produit principal, l’application Gfycat, était disponible sur les plate-formes iOS et Android, ainsi que sur navigateur web. Gfycat comptait parmi ses concurrents Giphy (propriété de Meta de 2020 à 2023), Tenor (propriété de Google) et Heypster-gif.
En mai 2020, Gfycat est devenue la propriété de Snapchat. Le 1er septembre 2023, Snapchat a définitivement fermé la plate-forme.

## Histoire

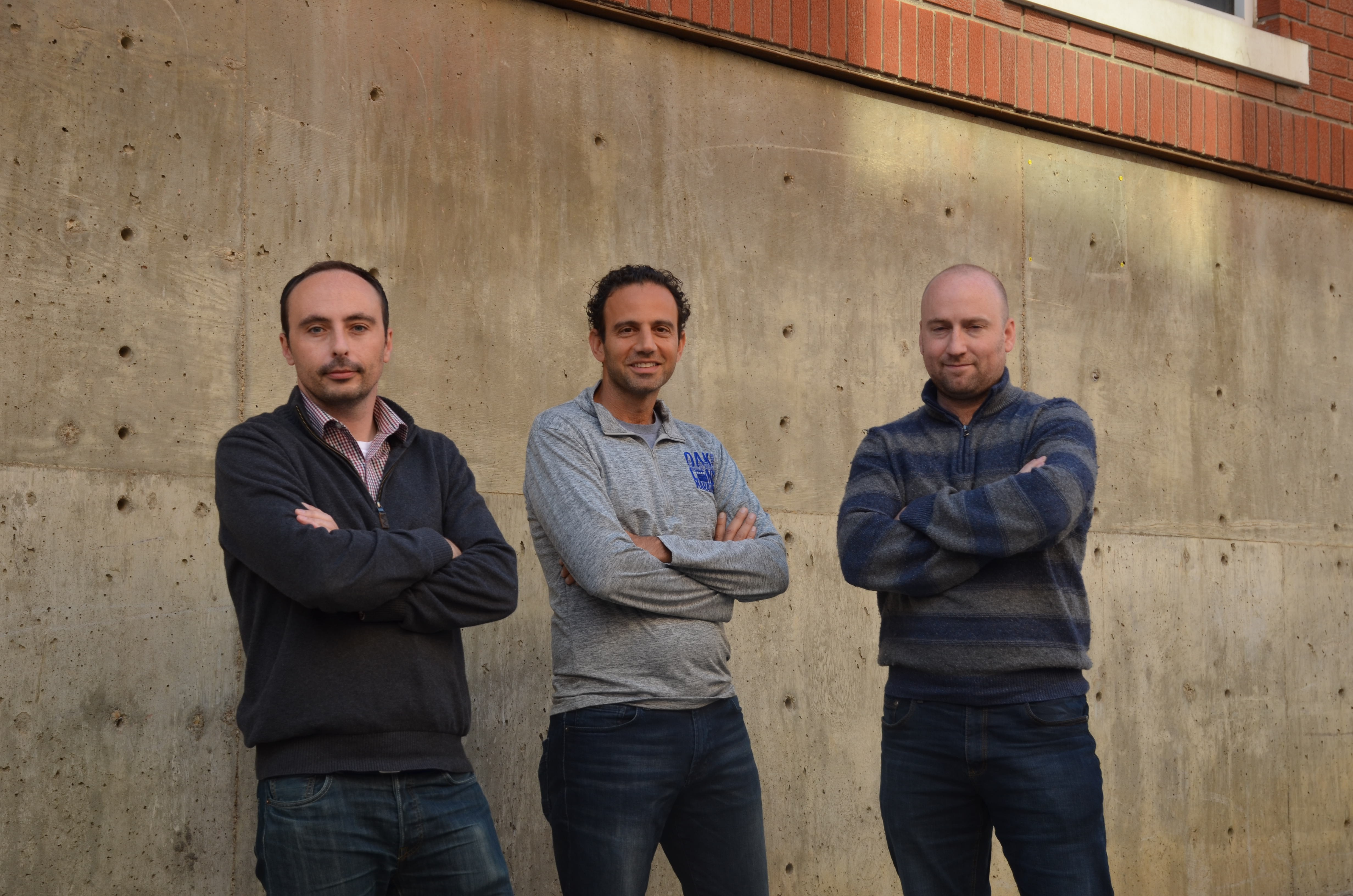
Dan McEleney, Richard Rabbat et Jeff Harris, les fondateurs de Gfycat.

La plate-forme fut lancée en 2013 à Edmonton, au Canada par Richard Rabbat, Dan McEleney, et Jeff Harris. Gfycat fut l’un des premiers moteurs de recherche de GIF, avec la particularité de proposer des GIF encodés en MP4, un format optimisé pour le web.
En septembre 2016, la plate-forme leva 10 millions de dollars pour financer son développement. Cela a permis à l’entreprise de lancer des applications pour iOS et Android, ainsi qu’une application pour la messagerie iMessage sur iPhone.
Gfycat a également conçue des outils de création de GIF sur Android et macOS. 
En novembre 2016, Gfycat fait l'acquisition de l'application "GIF Brewery 3" qui permet de concevoir des GIF à partir de vidéo. L'application devient gratuite sur le Mac App Store.
En septembre 2017, la plate-forme fut intégrée dans l'application Microsoft Outlook.
En décembre 2017, Gfycat annonce l’utilisation de l’intelligence artificielle pour améliorer la qualité de ses GIF et du machine learning pour taguer automatiquement les GIF de sa plate-forme.
En avril 2018, Gfycat inaugure “Gfycat for Gaming”, une section de son site dédiée aux GIF de jeux vidéo.
En février 2019, Gfycat fut victime d'un piratage qui a compromis environ 8 millions de comptes. La base de données volée fut ensuite mise en vente sur le darknet.
En décembre 2019, Gfycat a lancé un deuxième moteur de recherche de GIF nommé “Redgifs”, dédié aux contenus pour adultes. Les GIF classés -18 ans sur Gfycat ne sont plus autorisés et ont été transférés vers cette nouvelle plate-forme.
En mai 2020, Snapchat acquiert Gfycat, après avoir initialement tenté de racheter Giphy pour 142 millions de dollars.
Le 18 mai 2023, le certificat TLS pour gfycat.com a expiré sans être renouvelé immédiatement, rendant la plate-forme inaccessible pendant cinq jours.
Le 30 juin 2023, Gfycat annonce la fermeture de ses services pour le 1er septembre 2023.
Le 1er septembre 2023, la plate-forme ferma définitivement, les applications furent retirées de l’App Store et du Play Store.